# イジー・ロシツキー
イジー・ロシツキー（Jiří Rosický, 1977年11月11日 - ）は、チェコのプラハ出身のサッカー選手。元U-21チェコ代表。現在はISM（International Sport Management ）に所属し、選手の代理人等を務める。
名前は父親と同名のイジーであり、チェコ代表キャプテン、トマーシュ・ロシツキーの兄。

## 経歴
CDKコンプレソリー・プラハから、弟トマーシュと一緒にACスパルタ・プラハに引き抜かれる。
その後、アトレティコ・マドリードへと移るが、そこで膝に大けがを負ってしまう。そのためトップチームで出場するという夢も叶わなかった。そして、オーストリアで選手生活を過ごしたのち、かつて、ユースに所属していたことのある、スパルタ・プラハへと加入した。
膝に怪我をしてしまったこともあり、目立った活躍を見せることもなく、2006-07シーズン途中の12月に選手生活に終止符を打った。

## エピソード
- イジー自身も将来を嘱望されていた選手であり、スパルタ・プラハに加入した当時、トマーシュよりも遥かに有名な選手であった。トマーシュは当時のことを「スパルタ・プラハが本当に欲しかったのは兄で、僕はオマケだった。」と語っている。トマーシュがスパルタ・プラハに加入したのも、トマーシュも一緒に加わるということを、父であるイジーが、イジー加入の条件としたからである。

## 所属クラブ
- 1988年-1996年 -  ACスパルタ・プラハ
- 1996年-2000年 -  アトレティコ・マドリードB
- 2000年-2003年 -  シュバルツ・ヴァイス・ブレゲンツ
- 2003年-2004年 -  ACスパルタ・プラハ
- 2004年-2005年 -  FKバウミト・ヤブロネツ
- 2005年-2007年 -  ボヘミアンズ1905